# Carthamine
La carthamine  est un pigment naturel rouge issu de la carthame des teinturiers. Elle est utilisée comme teinture et comme colorant alimentaire. 

## Utilisation
La carthame des teinturiers est cultivée depuis l'antiquité, et la carthamine était déjà utilisée comme teinture dans l'Égypte antique. Elle a été longtemps utilisée pour teindre la laine des tapis en Europe, et pour la réalisation de cosmétiques au Japon, où la couleur s'appelle beni (紅),. La fuchsine lui fait concurrence comme teinture pour soie dès sa découverte en 1859.

## Synthèse
La carthamine est composée de deux chalconoïdes, dont les doubles liaisons sont responsables de la couleur rouge de la molécule. Elle est dérivée de la précarthamine sous l'action d'une décarboxylase. Elle ne doit pas être confondue avec la carthamidine, un autre flavonoïde. 
La carthamine est biosynthétisée à partir d'une chalcone et de deux molécules de glucose qui donnent du jaune A de carthame. Une dimérisation se produit ensuite pour donner du jaune B de carthame. Celui-ci est oxydé en précarthamine, puis de nouveau oxydé et décarboxylé en carthamine.